# Branco (football)
Pour les articles homonymes, voir Leal et Branco.
Cláudio Ibrahim Vaz Leal, plus connu sous le nom de Branco, est un footballeur international brésilien né le 4 avril 1964 à Bagé au Rio Grande do Sul.
Il a joué au poste de latéral gauche, notamment avec l'équipe du Brésil, avec qui il a remporté la Coupe du monde 1994. 
Il est descendant de l'immigration libanaise au Brésil.
Il a créé un style de coup franc dont s'est inspiré Roberto Carlos.

## Biographie

### En équipe nationale
Branco remporte la Coupe du monde 1994 avec l'équipe du Brésil. Il tire un coup franc mémorable de 30 m qui entraîne l’élimination de l'équipe des Pays-Bas en quarts de finale du Mondial américain.
Il participe également à la Coupe du monde 1986 et à la Coupe du monde 1990.
Lors de la Coupe du monde 1990, dans le huitième de finale qui oppose l'Argentine au Brésil, il aurait reçu du staff argentin une bouteille d'eau dans laquelle il y aurait eu des somnifères. D'où la déclaration de Dani Alves, à la veille d'un match contre l'Argentine, pour la qualification au mondial 2010 : « je ne boirai que de l'eau brésilienne ». « Nous venons avec nos propres bouteilles d'eau. [...] On sait qu'il y eu des polémiques par le passé. »
Branco est sélectionné 72 fois en équipe nationale et marque un total de 9 buts en sélection.

## Buts internationaux
|   | Date             | Lieu                                                            | Adversaire  | Évolution du score | Résultat | Compétition                                  |
| - | ---------------- | --------------------------------------------------------------- | ----------- | ------------------ | -------- | -------------------------------------------- |
| 1 | 30 juillet 1989  | Stade Brígido Iriarte, Caracas, Venezuela                       | Venezuela   | 0 - 1              | 0 - 4    | Tours préliminaires à la Coupe du monde 1990 |
| 2 | 9 juillet 1991   | Estadio Sausalito, Viña del Mar, Chili                          | Bolivie     | 1 - 0              | 2 - 1    | Copa América 1991                            |
| 3 | 17 juillet 1991  | Estadio Nacional de Chile, Santiago, Chili                      | Argentine   | 1 - 1              | 3 - 2    | Copa América 1991                            |
| 4 | 19 juillet 1991  | Estadio Nacional de Chile, Santiago, Chili                      | Colombie    | 2 - 0              | 2 - 0    | Copa América 1991                            |
| 5 | 14 juillet 1993  | -                                                               | Paraguay    | -                  | 2 - 0    | Match amical                                 |
| 6 | 1er août 1993    | Estadio Polideportivo de Pueblo Nuevo, San Cristóbal, Venezuela | Venezuela   | 0 - 4              | 1 - 5    | Tours préliminaires à la Coupe du monde 1994 |
| 7 | 29 août 1993     | Estádio do Arruda, Recife, Brésil                               | Bolivie     | 4 - 0              | 6 - 0    | Tours préliminaires à la Coupe du monde 1994 |
| 8 | 9 juillet 1994   | Cotton Bowl, Dallas, États-Unis                                 | Pays-Bas    | 2 - 3              | 2 - 3    | Coupe du monde de 1994                       |
| 9 | 23 décembre 1994 | -                                                               | Yougoslavie | -                  | 2 - 0    | Match amical                                 |

## Palmarès

### En clubs
| - Fluminense FC - Champion de l'État de Rio de Janeiro - Vainqueur (3) : 1983, 1984 et 1985. - Championnat du Brésil - Vainqueur (1) : 1984. |  | - FC Porto - Championnat du Portugal - Vainqueur (1) : 1990. - Finaliste (2) : 1989 et 1991. |  | - Grêmio FBPA - Championnat du Rio Grande do Sul - Vainqueur (1) : 1993. |  | - SC Corinthians - Championnat du Brésil - Finaliste (1) : 1994. |

### En sélection nationale
- Brésil
  - Copa América
    - Vainqueur (1) : 1989.
    - Finaliste (1) : 1991.

  - Coupe du monde
    - Vainqueur (1) : 1994.

## Statistiques
| Saison      | Club             | Pays                | Championnat          | Coupes nationales | Coupes Continentales   | Sélection Brésil   |
| ----------- | ---------------- | ------------------- | -------------------- | ----------------- | ---------------------- | ------------------ |
| 1983        | Fluminense FC    | Série A             | 9 matchs / 1 but     | ?                 | ?                      | -                  |
| 1984        | Fluminense FC    | Série A             | 21 matchs            | ?                 | ?                      | -                  |
| 1985        | Fluminense FC    | Série A             | 16 matchs            | ?                 | ?                      | 5 matchs           |
| 1986        | Fluminense FC    | Série A             | -                    | ?                 | ?                      | 9 matchs           |
| 1986 - 1987 | Brescia Calcio   | Serie A             | 26 matchs / 2 buts   | ?                 | -                      | -                  |
| 1987 - 1988 | Brescia Calcio   | Serie B             | 24 matchs / 1 but    | ?                 | -                      | -                  |
| 1988 - 1989 | FC Porto         | Primeira Divisão    | 26 matchs / 1 but    | ?                 | -                      | -                  |
| 1989 - 1990 | FC Porto         | Primeira Divisão    | 27 matchs / 4 buts   | ?                 | 5 matchs / 1 but (C3)  | 24 matchs / 1 but  |
| 1990 - 1991 | FC Porto         | Primeira Divisão    | 7 matchs / 2 buts    | ?                 | 3 matchs / 1 but (C1)  | -                  |
| 1990 - 1991 | Genoa CFC        | Serie A             | 24 matchs / 6 buts   | ?                 | -                      | 2 matchs           |
| 1991 - 1992 | Genoa CFC        | Serie A             | 23 matchs / 1 but    | ?                 | 8 matchs / 2 buts (C3) | 7 matchs / 3 buts  |
| 1992 - 1993 | Genoa CFC        | Serie A             | 24 matchs / 1 but    | ?                 | -                      | 5 matchs           |
| 1993        | Grêmio FBPA      | Série A             | 6 matchs / 1 but     | ?                 | -                      | 11 matchs / 3 buts |
| 1994        | Fluminense FC    | Série A             | -                    | ?                 | -                      | 3 matchs           |
| 1994        | SC Corinthians   | Série A             | 19 matchs / 4 buts   | ?                 | -                      | 4 matchs / 2 buts  |
| 1995        | CR Flamengo      | Série A             | -                    | -                 | ?                      | 1 match            |
| 1995        | SC Internacional | Série A             | 15 matchs / 2 buts   | ?                 | -                      | -                  |
| 1995 - 1996 | Middlesbrough FC | Premier League      | 7 matchs             | ?                 | -                      | -                  |
| 1996 - 1997 | Middlesbrough FC | Premier League      | 2 matchs             | 2 matchs / 2 buts | -                      | -                  |
| 1997        | Mogi Mirim EC    | Campeonato Paulista | -                    | -                 | -                      | -                  |
| 1997        | MetroStars       | MLS                 | 11 matchs / 1 but    | -                 | -                      | -                  |
| 1998        | Fluminense FC    | Série A             | 2 matchs / 1 but     | ?                 | -                      | -                  |
| Total       | Total            | Total               | 289 matchs / 27 buts | 2 matchs / 2 buts | 16 matchs / 4 buts     | 72 matchs / 9 buts |